# Søndersø (Sørup)
 For alternative betydninger, se Søndersø. (Se også artikler, som begynder med Søndersø)
Søndersø (dansk) eller Südensee (tysk) er en spredtliggende landsby beliggende syd for søen af samme navn i det centrale Angel i Sydslesvig. Administrativt hører Søndersø under Sørup Kommune i Slesvig-Flensborg kreds i den nordtyske delstat Slesvig-Holsten. Søndersø var en selvstændig kommune indtil 1970, hvor sognets kommuner Bjerre, Fladsby, Gammelby, Harresby, Løstrup (med Mølmark), Svendsby , Sørup, Sørupskov og Venerød blev slået sammen til en ny storkommune. Mølmark kom allerede 1966 til Løstrup. I den danske periode indtil 1864 hørte landsbyen under Sørup Sogn (Ny Herred, Flensborg Amt).
Søndersø er første gang nævnt 1528 (ÆDAV 529). Stednavnet henviser til beliggenheden syd for Søndersøen, som tidligere kun hed Sø. I folkesproget udtaltes stedet synjen æ sjø. Stednavnet betegnede altså først landsbyen og først senere søen. På ældre dansk findes også formen Søndensø. Under Søndersø regnes også Søndersøgaard gods, den tidligere kro Søende, det tidligere kådnersted (husmandssted) Bondebro og Mosevad. Søndersøgaard gods kom først 1928 under kommunens administration.